# トキエンタテインメント
株式会社トキエンタテインメントは、東京都千代田区にある芸能事務所。2011年11月設立。2021年に関連会社となる株式会社トキエンターアライヴを設立。

## 所属タレント

### トキエンタテインメント
- 馬場良馬
- 根本正勝
- 鷲尾修斗
- 毎熊宏介
- 北澤早紀（元AKB48）
- 石井陽菜
- 碕理人
- 福岡聖菜（AKB48）
- 高橋輝仁

### トキエンターアライヴ
- 後藤健流
- 佐藤祐亮
- 末永みゆ
- 高橋郁哉
- 樋野由樹子
- 矢新愛梨[2]

### 業務提携
- 岸本卓也
- スタジオライフ

## 過去の所属タレント
- 高崎翔太
- 富田翔
- 荒牧慶彦
- 高橋里央
- 玉城裕規
- 中村誠治郎
- 栞菜
- 土田卓弥
- 中野裕理
- 長谷川太郎
- 増田苺子
- 根木冬馬
- 沖なつ芽
- 遊佐航
- 神越将
- 七世真理子
- 佐々木優佳里（元AKB48）

## 主催イベント
- Toki Entertainment ～Viva La Revolution～
  - Vol.1,2（2015年9月21日、 テイジンホール）
  - Vol.3,4（2015年9月23日、 ニッショーホール）
  - Vol.5,6（2016年4月2日、 大阪ビジネスパーク円形ホール）
  - Vol.7,8（2016年4月16日、 Zepp ダイバーシティ東京）
  - Vol.9,10,11,12（2016年12月3日-12月4日、 ラフォーレミュージアム原宿）[3]
  - Vol.13,14,15,16,17,18,19,20（2017年3月30日-3月31日、 テイジンホール）
- トキエンタテインメント SUPER EVENT ～Thanks and Evolution～(2023年5月28日、シアター1010)